# IC 5169
IC 5169 је спирална галаксија у сазвјежђу Јужна риба која се налази на листи објеката дубоког неба у Индекс каталогу.
Деклинација објекта је - 36° 5' 20" а ректасцензија 22h 10m 10,0s. Привидна величина (магнитуда) објекта IC 5169 износи 12,9 а фотографска магнитуда 13,8. IC 5169 је још познат и под ознакама ESO 404-36, MCG -6-48-25, IRAS 22072-3620, PGC 68198.